# Padang (Simpang Tiga)
Padang is een bestuurslaag in het regentschap Pidie van de provincie Atjeh, Indonesië. Padang telt 499 inwoners (volkstelling 2010).